# Enhanced Voice Services
Enhanced Voice Services (EVS) és un estàndard de codificació d'àudio de veu de banda súper ampla que es va desenvolupar per a VoLTE i VoNR. Ofereix fins a 20 Ample de banda d'àudio kHz i té una gran robustesa per retardar la fluctuació i les pèrdues de paquets a causa de la seva codificació conscient del canal i la millora de l'ocultació de la pèrdua de paquets. S'ha desenvolupat en 3GPP i es descriu a 3GPP TS 26.441. Les àrees d'aplicació d'EVS consisteixen en telefonia i teleconferència millorades, serveis de conferència audiovisual i àudio en streaming. El codi font tant del descodificador com del codificador en ANSI C està disponible com a 3GPP TS 26.442 i s'actualitza regularment. Samsung utilitza el terme HD+ quan fa una trucada amb EVS.

## Història
El 2007 es va iniciar el treball sobre SVE. El procés d'estandardització va durar del 2010 al 2014, i es va completar el desembre de 2014 amb 3GPP Release 12. El còdec es va desenvolupar de manera col·laborativa entre fabricants de chipsets, telèfons i infraestructures, així com operadors i proveïdors de tecnologia.
GSMA requereix EVS per al seu programa de llicències de logotip HD Voice+.
Els sis titulars de patents són Fraunhofer IIS, JVC Kenwood, Nippon Telegraph and Telephone, NTT Docomo, Panasonic i Ericsson. Altres col·laboradors van ser Huawei, Nokia, Orange, Qualcomm, Samsung Electronics, VoiceAge i ZTE Corporation. MPEG LA ha enumerat un grup de patents per a EVS.

## Tecnologia
EVS utilitza conceptes similars als seus predecessors, com ara AMR-WB, amb els quals manté la compatibilitat enrere. Canvia entre els modes de compressió de veu i d'àudio en funció del contingut, utilitzant ACELP i MDCT.
Les funcions següents estan presents a EVS:
- Velocitat de bits variable controlada per font (SC-VBR)
- Detector d'activitat de veu/so (VAD)
- generació de soroll de confort (GNC)
- ocultació d'errors (EC) per a la pèrdua de paquets a les xarxes
- Mode conscient del canal per millorar la resistència als errors de trames/paquets
- gestió de la memòria intermèdia (JBM)

Les taxes de mostreig d'entrada per a EVS poden ser 8, 16, 32 i 48 kHz. Admet els següents bitrates (en kbps) per a diferents amplades de banda:
- Banda estreta (NB): 5,9, 7,2, 8, 9,6, 13,2, 16,4, 24,4
- Banda ampla (WB): 5,9, 7,2, 8, 9,6, 13,2, 13,2, 16,4, 24,4, 32, 48, 64, 96, 128 (6,6 ~ 23,85 per a AMR-WB IO)
- Banda súper ampla (SWB): 9.6, 13.2, 13.2, 16.4, 24.4, 32, 48, 64, 96, 128
- Banda completa (FB): 16,4, 24,4, 32, 48, 64, 96, 128

Les proves d'escolta subjectiva realitzades per Nokia van concloure que EVS ofereix una qualitat significativament millorada respecte a AMR i AMR-WB en tots els punts de funcionament.

## Interoperabilitat
La interoperabilitat entre operadors és un problema, ja que les trucades s'encaminen de manera predeterminada a través de connexions de banda estreta, la qual cosa redueix la veu a la qualitat de banda estreta en lloc d'EVS i HD Voice, fins i tot si els telèfons individuals i les xarxes de l'operador són compatibles amb EVS. Així, es recomana als usuaris que canviïn de les trucades telefòniques a aplicacions de VoIP pures com ara FaceTime, WhatsApp, Signal, Facebook Messenger i Telegram quan la qualitat de les trucades de veu segueixi sent baixa malgrat una bona connectivitat de xarxa.

## Llicència
EVS, com AMR-WB i AMR-WB+, incorpora diverses patents. Igual que amb aquests dos còdecs, VoiceAge Corporation s'encarrega de la llicència i ofereix preus RAND